# 古寿老稲荷神社
古寿老稲荷神社（こじゅろういなりじんじゃ）は、東京都港区高輪1-18-11に存在する稲荷神社である。
天神坂を下って、右手に存在する。
初詣のときは甘酒やたる酒の振る舞い酒、破魔矢の授与もある。

## 交通
白金高輪駅より徒歩5分